# Gmina Danderyd

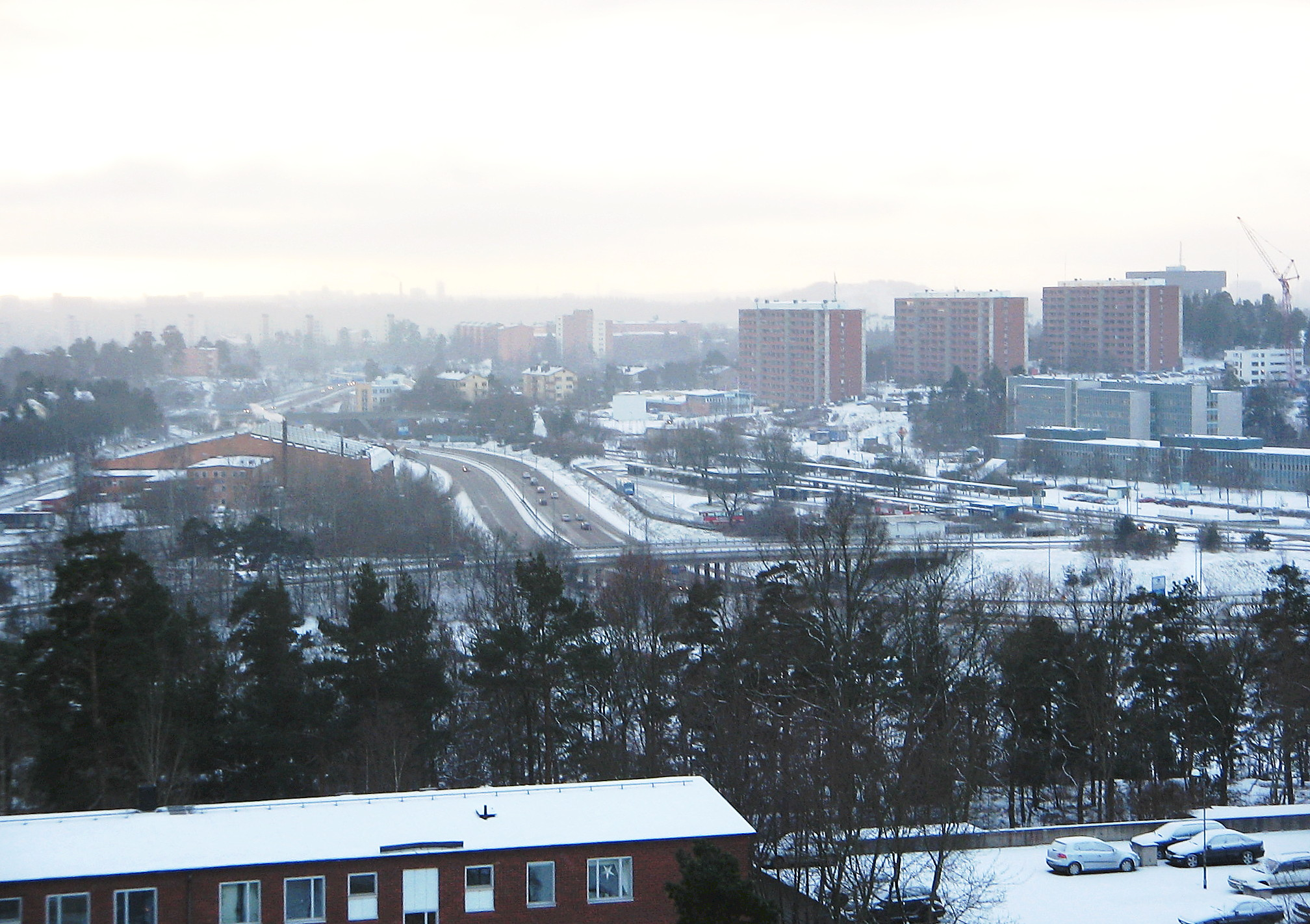
Widok na Danderyd, 2006

Gmina Danderyd (szw. Danderyds kommun) – gmina w Szwecji, w regionie Sztokholm, z siedzibą w Djursholm.
Pod względem zaludnienia Danderyd jest 80. gminą w Szwecji. Zamieszkuje ją 30 100 osób, z czego 51,74% to kobiety (15 574) i 48,26% to mężczyźni (14 526). W gminie zameldowanych jest 1980 cudzoziemców. Na każdy kilometr kwadratowy przypada 1075 mieszkańców. Pod względem wielkości gmina zajmuje 286. miejsce.